# Orchestra Roșie

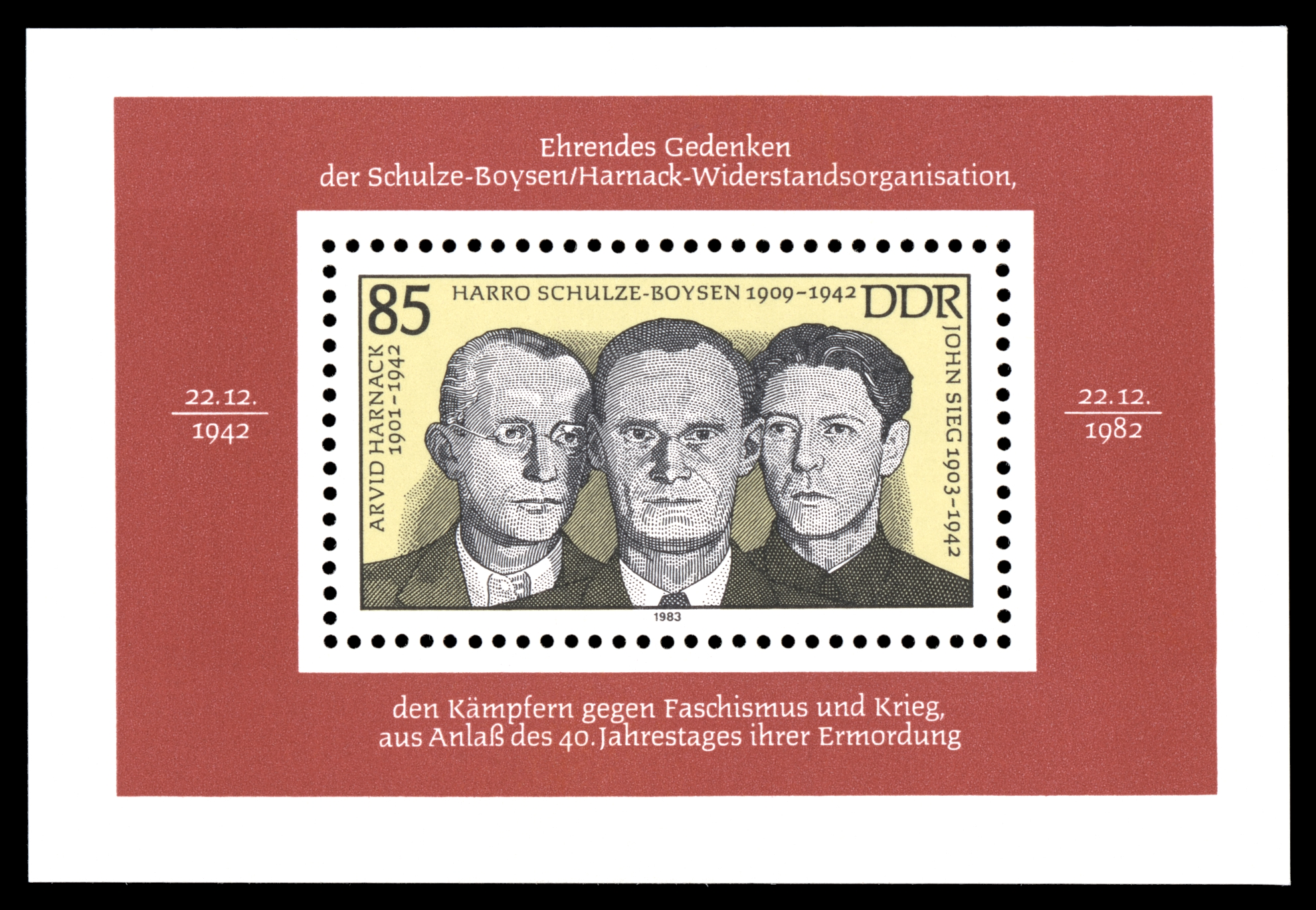
Marcă poștală comemorativă, RDG, 1982

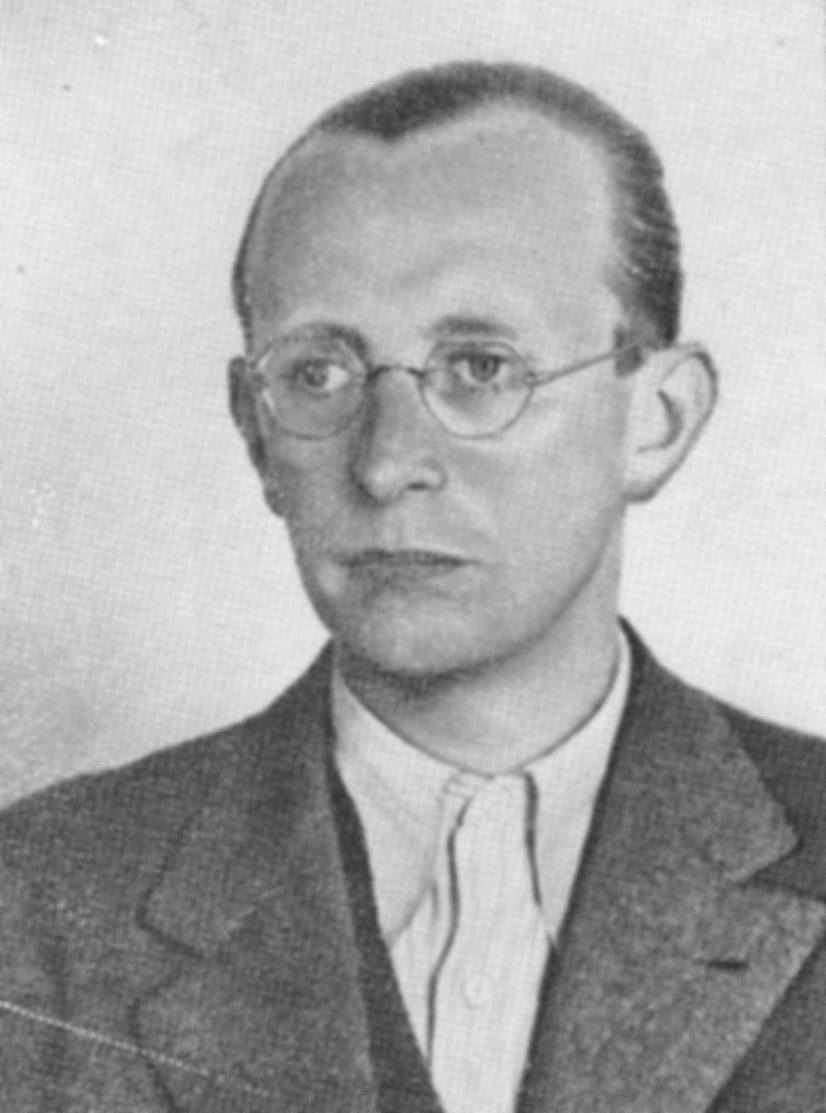
de

Orchestra Roșie (Die Rote Kapelle) a fost numele creat de Gestapo pentru două cercuri de rezistență antinazistă în teritoriile ocupate de Al Treilea Reich în Al Doilea Război Mondial. Gestapoul a utilizat numele Orchestra Roșie ca să desemneze grupul Schulze-Boysen/Harnack, o mișcare de rezistență anti-Hitler din Germania, mișcare care a avut legături internaționale în țări precum SUA, Uniunea Sovietică și altele. Gestapoul a folosit același nume pentru a denumi grupurile de spioni comuniști, inclusiv grupul lui Leopold Trepper.
Deși rețeaua rezistenței berlineze Schulze-Boysen/Harnack nu era controlată de sovietici, ci era o inițiativă independentă, eticheta eronată gestapovistă a fost preluată în mai toate cărțile postbelice de istorie. Numele „Rote Kapelle” („Orchestra Roșie”) a fost dat de serviciul Abwehr, de contrainformații al armatei germane, care avea practica de a porecli spionii-operatori radio cu aliasul „cutii muzicale”, iar pe agenții lor de pe teren ca „muzicieni”. „Roșu” era eticheta pentru „comunist”. Guvernul nazist a înființat Sonderkommando Rote Kapelle („Detașamentul Special Orchestra Roșie”), cu scopul precis de a distruge rețeaua rezistenței conduse de Trepper.

## Grupul Trepper
A existat un grup sovietic de spionaj coordonat de agentul sovietic Leopold Trepper. Alexander Gurewitsch alias Kent, un agent al rețelei Trepper, a plecat la Berlin pe 29 octombrie 1941 pentru a încerca să stabilească legături cu mișcarea de rezistență Schulze-Boysen/Harnack. Acesta a fost singurul moment în care s-a stabilit un contact între cele două rețele de spionaj. Trepper nu s-a deplasat niciodată la Berlin și nu a întâlnit niciodată vreun membru al mișcărilor de rezistență de acolo.
Grupul lui Trepper făcea rapoarte despre concentrările de trupe germane în teritoriile sovietice ocupate de naziști, despre rezultatele atacurilor aeriene asupra Germaniei, despre producția germană de avioane și despre transporturile de combustibil. În Franța colaborau cu Partidul Comunist Francez, aflată în ilegalitate. Agenții acestui grup au reușit să intercepteze convorbirile telefonice din Paris ale Abwehrului.
Suzanne Spaak, o militantă socialistă născută în Belgia, s-a alăturat rețelei pariziene a grupului Trepper după ce a fost îngrozită de comportamentul ocupanților naziști din țara ei de origine.
Până în cele din urmă, Abwerul a reușit să localizeze prin triangulație aparatul de transmisie al lui Johann Wenzel, un agent al grupului Trepper din Belgia, și l-au arestat. Wenzel a acceptat să lucreze ca agent dublu și să-și trădeze șefii din rețea.
Bazându-se pe informațiile lui Wenzel, contraspionajul german a fost capabil să decodifice un mesaj Morse pe care la trimis Kent la Berlin. Abwerul a reușit să-l areteze pe Schulze-Boysen și pe soția lui pe  30 august 1942, iar pe  Arvid Harnack și soția sa în luna septembrie a aceluiași an, împreună cu alți 106 mebri ai rezistenței.
Se crede că unii dintre cei arestați au cedat în timpul torturii și aproape toți cei acuzați că ar fi fost membri ai așa-numitei „Orchestre Roșii” au fost condamnați la moarte și, mai apoi, executați. Trepper a fost prins și a fost forțat să fie agent dublu, până în momentul în care a fugit și s-a alăturat Rezistenței franceze, în rândurile căreia a luptat până la eliberarea Parisului.
Operațiunile grupului Trepper au fost eliminate în întregime până în primăvara anului 1943. Cei mai mulți dintre agenți au fost executați, inclusiv Suzanne Spaak care a fost ucisă în închisoarea Fresnes cu numai 13 zile înaintea de eliberarea din 1944.

## Grupul Schulze-Boysen/Harnack
Contrainformațiile germane au folosit de asemenea numele "Orchestra Roșie" pentru a denumi un grup angajat în rezistență pură împotriva regimului nazist. Acest grup era o rețea de prieteni format în jurul lui Harro Schulze-Boysen, un ofițer de informații din Ministerul Aerului, și  Arvid Harnack din Ministerul economiei. Aflați pe toate treptele societății, membrii acestui grup – comuniști și conservatori, evrei, catolici sau atei – erau uniți de dorința de a lupta împotriva regimului nazist care le încălca drepturile lor cetățenești. Neobișnuit pentru acele timpuri și unic în rândurile rețelelor de rezistență antinazistă germane, acest grup era format din femei în proporție de 40%, femei care lucrau cot la cot cu bărbații. Cea mai în vârstă persoană arestată avea 86 de ani, iar cea mai tânără, 16. Printre cei arestați s-au aflat producătorul teatral Adam Kuckhoff și soția sa Greta Kuckhoff, decriptorul din divizia de comunicații a Wehrmachtului Horst Heilmann, scriitorul Günther Weisenborn și ziaristul german John Graudenz, care fusese mai înainte expulzat din Uniunea Sovietică pentru că scrisese articole negative despre foametea din perioada colectivizării, olarul Cato Bontjes van Beek, pianistul Helmut Roloff și  mulți alții.
Principalele activități ale grupului Schulze-Boysen au fost strângerea de informații despre atrocitățile naziste și distribuirea de foi volante  împotriva lui Hitler și mai puțin spionajul propriu-zis. O parte din campania de informare a inclus dezvăluirea secretelor naziste țărilor străine, în mod special prin contacte personale cu membrii personalului diplomatic al ambasadei SUA și printr-o legătură mai puțin directă cu guvernul sovietic. A apărut o problemă când, în afară de contactul stabilit de Kent, au fost parașutați agenți sovietici în Germania pentru a lua legătura cu membrii mișcării de rezistență. Venirea lor a fost descoperită de Gestapo. Mai înainte de declanșarea operațiunii Barbarossa, Schulze-Boysen a luat legătura cu ambasada sovietică. Totuși, când sovieticii au încercat să-i recruteze pe membrii rezistenței antifasciste în rândurile serviciilor rusești de spionaj, aceștia au refuzat. Ei încercau să-și apere independența politică și erau în aceiași măsură îngrijorați de acțiunile dictatorului Stalin.
Serviciile de contraspionaj germane au ales să eticheteze grupul Schulze-Boysen cu numele de Orchestra Roșie pentru a-și justifica acțiunile împotriva activiștilor germani antinaziști. Această etichetă a fost aplicați multor alți oameni. Rudolf von Scheliha, care avea ca sarcină de serviciu la Ministerul de Externe să monitorizeze presa străină în legătură cu atrocitățile naziste, i-a iritat pe șefii Gestapoului prin cererea de detalii despre atrocitățile care s-au petrecut de fapt, astfel devenind o țintă a serviciilor secrete. Gestapo a pretins că ar fi interceptat un mesaj despre venirea unui agent NKVD care avea să colaboreze cu von Scheliha. Von Scheliha a fost arestat, condamnat la moarte și executat prin spânzurare pe 22 decembrie 1942, împreună cu luptătorii din grupul lui Harnack și Schulze-Boysen. Execuția lui Hilde Coppi a fost amânată până când bebelușul ei a fost înțărcat, după care a fost spânzurată.
După război Helmut Roeder, procurorul din procesul împotriva Orchestrei Roșii, a fost pus sub acuzație pentru rolul lui în acea afacere judiciară și, în apărarea sa, el a inventat o poveste despre o importantă organizație sovietică de spionaj, identificată cu Orchestra Roșie. Roeder a ajuns să fie informator al CIC⁠(en)[traduceți].